# Yasmina Zaytoun
Yasmina Ismail Zaytoun (en árabe: ياسمينة اسماعيل زيتون) (Tiro, 26 de octubre de 2002) es una modelo y reina de belleza libanesa. Coronada como Miss Líbano 2022, representó a su país en Miss Mundo 2023, donde quedó como primera finalista. Supuso la posición más alta jamás obtenida por su país en la historia del certamen.
Anteriormente había representado a su país en Miss Universo 2022, donde no clasificó.

## Biografía
Zaytoun nació en octubre de 2002 en la ciudad costera de Tiro, en la que se crio. Su familia es originaria de Kfarchouba, un pueblo del distrito de Hasbaya, en la gobernación de Nabatiye. Ingresó en la Universidad de Notre Dame – Louaize de Zouk Mosbeh para cursar una licenciatura en Periodismo. En abril de 2021, comenzó a presentar un programa de educación titulado With Yasmina Show.

## Carrera
Comenzó su carrera en el mundo del espectáculo en 2022, después de haber sido seleccionada para representar al distrito de Hasbaya en el concurso de Miss Líbano 2022, celebrado en el Forum de Beyrouth en Beirut el 24 de julio de 2022, donde compitió con otras 16 candidatas por el título. Zaytoun avanzó entre las nueve primeras, y luego entre las cinco primeras, antes de ser anunciada como ganadora del concurso, sucediendo a Miss Líbano 2018 Maya Reaidy.
Durante el discurso virtual de Rima Fakih, directora nacional de Miss Universo Líbano, se anunció que la ganadora del concurso también representaba al Líbano en Miss Universo 2022, además de Miss Mundo 2023.